# Recettore delle endoteline di tipo A
Il recettore delle endoteline di tipo A, anche noto come ETA, è un recettore accoppiato a proteina G.